# Margarita Durán Vadell
Margarita «Gari» Durán Vadell (Melilla, 18 de novembre de 1963) és una historiadora i política mallorquina, senadora per Mallorca en la X legislatura.
Llicenciada en Geografia i Història, es doctorà "cum laude" en Història Antiga, especialista en arxivística i màster en Llengües Bíbliques i Orientals. Ha treballat en la recerca històrica i milita en el Partit Popular (PP). De 2003 a 2005 fou nomenada coordinadora General de Cultura, Educació, Esports i Joventut, de 2005 a 2006 fou gerenta de l'Escola Superior d'Art Dramàtic de les Illes Balears i de 2006 a 2008 gerenta del Conservatori Superior de Música i Dansa de les Illes Balears.
En 2011 fou nomenada Directora Insular de Cultura i Patrimoni del Consell Insular de Mallorca i a les eleccions generals espanyoles de 2011 fou escollida senadora per Mallorca. Ha estat secretària primera de la Comissió de Reglament del Senat.
Crítica amb el que va entendre com un «gir ideològic» «consumat» al XVIII Congrés Nacional del PP, es va donar de baixa del partit al febrer de 2017.